# Tylois barberi
Tylois barberi är en skalbaggsart som beskrevs av Mann 1925. Tylois barberi ingår i släktet Tylois och familjen stumpbaggar. Inga underarter finns listade i Catalogue of Life.